# Rune Wenzel
Rune Wenzel (Göteborg, 4 gennaio 1901 – Göteborg, 29 luglio 1977) è stato un calciatore svedese, di ruolo centrocampista.

## Carriera

### Nazionale
Prese parte con la sua Nazionale ai Giochi olimpici del 1920, tuttavia non disputò nessuna partita.

### Cronologia presenze e reti in Nazionale
| Cronologia completa delle presenze e delle reti in nazionale ― Svezia | Cronologia completa delle presenze e delle reti in nazionale ― Svezia | Cronologia completa delle presenze e delle reti in nazionale ― Svezia | Cronologia completa delle presenze e delle reti in nazionale ― Svezia | Cronologia completa delle presenze e delle reti in nazionale ― Svezia | Cronologia completa delle presenze e delle reti in nazionale ― Svezia | Cronologia completa delle presenze e delle reti in nazionale ― Svezia | Cronologia completa delle presenze e delle reti in nazionale ― Svezia |
| Data                                                                  | Città                                                                 | In casa                                                               | Risultato                                                             | Ospiti                                                                | Competizione                                                          | Reti                                                                  | Note                                                                  |
| --------------------------------------------------------------------- | --------------------------------------------------------------------- | --------------------------------------------------------------------- | --------------------------------------------------------------------- | --------------------------------------------------------------------- | --------------------------------------------------------------------- | --------------------------------------------------------------------- | --------------------------------------------------------------------- |
| 12-10-1919                                                            | Stoccolma                                                             | Svezia                                                                | 3 – 0                                                                 | Danimarca                                                             | Amichevole                                                            | -                                                                     |                                                                       |
| 30-5-1920                                                             | Stoccolma                                                             | Svezia                                                                | 4 – 0                                                                 | Finlandia                                                             | Amichevole                                                            | -                                                                     |                                                                       |
| 6-6-1920                                                              | Stoccolma                                                             | Svezia                                                                | 0 – 1                                                                 | Svizzera                                                              | Amichevole                                                            | -                                                                     |                                                                       |
| 9-10-1921                                                             | Stoccolma                                                             | Svezia                                                                | 0 – 0                                                                 | Danimarca                                                             | Amichevole                                                            | -                                                                     |                                                                       |
| 13-8-1922                                                             | Stoccolma                                                             | Svezia                                                                | 0 – 2                                                                 | Cecoslovacchia                                                        | Amichevole                                                            | -                                                                     |                                                                       |
| 24-9-1922                                                             | Kristiania                                                            | Norvegia                                                              | 0 – 5                                                                 | Svezia                                                                | Amichevole                                                            | -                                                                     |                                                                       |
| 1-10-1922                                                             | Copenaghen                                                            | Danimarca                                                             | 1 – 2                                                                 | Svezia                                                                | Amichevole                                                            | -                                                                     |                                                                       |
| 10-6-1923                                                             | Göteborg                                                              | Svezia                                                                | 4 – 2                                                                 | Austria                                                               | Amichevole                                                            | -                                                                     |                                                                       |
| 29-6-1923                                                             | Stoccolma                                                             | Svezia                                                                | 2 – 1                                                                 | Germania                                                              | Amichevole                                                            | -                                                                     |                                                                       |
| 16-9-1923                                                             | Kristiania                                                            | Norvegia                                                              | 2 – 3                                                                 | Svezia                                                                | Amichevole                                                            | -                                                                     |                                                                       |
| 14-10-1923                                                            | Stoccolma                                                             | Svezia                                                                | 1 – 3                                                                 | Danimarca                                                             | Amichevole                                                            | -                                                                     |                                                                       |
| 15-6-1924                                                             | Copenaghen                                                            | Danimarca                                                             | 2 – 3                                                                 | Svezia                                                                | Amichevole                                                            | -                                                                     |                                                                       |
| 31-8-1924                                                             | Berlino                                                               | Germania                                                              | 1 – 4                                                                 | Svezia                                                                | Amichevole                                                            | 1                                                                     |                                                                       |
| 9-6-1925                                                              | Göteborg                                                              | Svezia                                                                | 4 – 0                                                                 | Finlandia                                                             | Amichevole                                                            | -                                                                     |                                                                       |
| 14-6-1925                                                             | Stoccolma                                                             | Svezia                                                                | 0 – 2                                                                 | Danimarca                                                             | Amichevole                                                            | -                                                                     |                                                                       |
| 21-6-1925                                                             | Stoccolma                                                             | Svezia                                                                | 1 – 0                                                                 | Germania                                                              | Amichevole                                                            | -                                                                     |                                                                       |
| 5-7-1925                                                              | Stoccolma                                                             | Svezia                                                                | 2 – 4                                                                 | Austria                                                               | Amichevole                                                            | -                                                                     |                                                                       |
| 12-7-1925                                                             | Stoccolma                                                             | Svezia                                                                | 6 – 2                                                                 | Ungheria                                                              | Amichevole                                                            | -                                                                     |                                                                       |
| 1-11-1925                                                             | Cracovia                                                              | Polonia                                                               | 2 – 6                                                                 | Svezia                                                                | Amichevole                                                            | -                                                                     |                                                                       |
| 13-6-1926                                                             | Stoccolma                                                             | Svezia                                                                | 2 – 2                                                                 | Cecoslovacchia                                                        | Amichevole                                                            | -                                                                     |                                                                       |
| 3-7-1926                                                              | Praga                                                                 | Cecoslovacchia                                                        | 4 – 2                                                                 | Svezia                                                                | Amichevole                                                            | -                                                                     |                                                                       |
| 18-7-1926                                                             | Stoccolma                                                             | Svezia                                                                | 5 – 3                                                                 | Italia                                                                | Amichevole                                                            | -                                                                     |                                                                       |
| 3-10-1926                                                             | Copenaghen                                                            | Danimarca                                                             | 2 – 0                                                                 | Svezia                                                                | Amichevole                                                            | -                                                                     |                                                                       |
| 7-11-1926                                                             | Vienna                                                                | Austria                                                               | 3 – 1                                                                 | Svezia                                                                | Amichevole                                                            | -                                                                     |                                                                       |
| 14-11-1926                                                            | Budapest                                                              | Ungheria                                                              | 3 – 1                                                                 | Svezia                                                                | Amichevole                                                            | -                                                                     |                                                                       |
| 3-4-1927                                                              | Bruxelles                                                             | Belgio                                                                | 2 – 1                                                                 | Svezia                                                                | Amichevole                                                            | -                                                                     |                                                                       |
| 12-6-1927                                                             | Stoccolma                                                             | Svezia                                                                | 6 – 2                                                                 | Finlandia                                                             | Amichevole                                                            | -                                                                     |                                                                       |
| 19-6-1927                                                             | Stoccolma                                                             | Svezia                                                                | 0 – 0                                                                 | Danimarca                                                             | Amichevole                                                            | -                                                                     |                                                                       |
| 7-10-1928                                                             | Copenaghen                                                            | Danimarca                                                             | 3 – 1                                                                 | Svezia                                                                | Amichevole                                                            | -                                                                     |                                                                       |
| 28-9-1930                                                             | Stoccolma                                                             | Svezia                                                                | 0 – 3                                                                 | Polonia                                                               | Amichevole                                                            | -                                                                     |                                                                       |
| Totale                                                                |                                                                       | Presenze                                                              | 30                                                                    |                                                                       | Reti                                                                  | 1                                                                     |                                                                       |